# 石川県立中島高等学校
石川県立中島高等学校（いしかわけんりつ なかじまこうとうがっこう、英: Ishikawa Prefectural Nakajima High School）は、かつて石川県七尾市中島町（旧・鹿島郡中島町）浜田にあった公立の高等学校。石川県立七尾東雲高等学校との統合により、2010年（平成22年）3月末に閉校した。

## 設置学科
- 普通科
  - 普通コース
  - 演劇コース

普通コースの生徒は主に七尾市内からの通学生が多く、一方、演劇コースの生徒は七尾市内や中能登地区からの通学生に加え、加賀地区・金沢地区・奥能登地区等遠方からホームステイ制度を利用して通学している。高校周辺のいくつかの住宅が制度に加盟していて、学生はそこに下宿させてもらう形で通学している。その他、2005年（平成17年）の石川県立高等学校の学区制撤廃による始業時間の繰り下げにより金沢地区からの鉄道による通学も容易になったため、受け入れている。
演劇コースは全国でも珍しい「演劇」の科目を持つコースで、「理数英国社」の各科目に加え、「演劇表現」や「ダンス」、「郷土芸能」（和太鼓や能楽）などといった他校には無い特色ある授業がある。毎年6月頃には3年生が旧中島町役場横の能登演劇堂で卒業公演を行う。シェイクスピア劇や西遊記などをクラス全員で演じる、2年半の演劇関連の授業の集大成を発表する学校を代表する一大イベントである。

## 沿革
- 1963年（昭和38年）4月1日 - 石川県立七尾高等学校中島分校として開校。
- 1968年（昭和43年）3月12日 - 校舎を現在地に移築。
- 1969年（昭和44年）
  - 3月31日 - 体育館落成。
  - 4月1日 - 校名を石川県立中島高等学校と改め、独立高校となる。
- 1972年（昭和47年）2月22日 - 特別教室棟落成。
- 1973年（昭和48年）6月1日 - 管理棟落成。
- 1979年（昭和54年）1月23日 - 第2体育館落成。
- 2000年（平成12年）4月1日 - 普通科に演劇コース新設。
- 2001年（平成13年）10月 - 無名塾ロングラン公演「ウィンザーの陽気な女房たち」に出演。
- 2002年（平成14年）6月 - 第1回卒業公演「夏の夜の夢」上演。
- 2003年（平成15年）6月29日 - 第2回卒業公演「センポ・スギハァラ」上演。
- 2004年（平成16年）6月13日、14日 - 第3回卒業公演「十一ぴきのネコ」上演。
- 2005年（平成17年）6月24日、25日 - 第4回卒業公演「銭湯は踊る」上演。
- 2006年（平成18年）7月14日、15日 - 第5回卒業公演「天空の彼方へ」上演。
- 2007年（平成19年）6月15日、16日 - 第6回卒業公演「ハーメルンの笛吹き」上演。
- 2008年（平成20年）4月1日 - 石川県立七尾東雲高校との統合により募集停止。
- 2009年（平成21年）6月19日、20日 - 第8回卒業公演「MOMO ～とりもどせ時間を！ すくいだせ仲間を！～ 」上演。
- 2010年（平成22年）3月31日 - 閉校。

## 学校行事
- 4月初旬-入学式。体育館で行う。無名塾の俳優仲代達矢による挨拶がある。
- 6～7月頃 - 能登演劇堂での卒業公演
- 毎年秋 - 学校祭（平日に行うため基本的に他校の生徒が遊びに来ることはない。）
- 3月初旬 - 卒業式。能登演劇堂で行われる。

その他、演劇コースの生徒や一部の普通コースの生徒を中心に
周辺の老人ホームや文化施設などで寸劇やダンス、歌、太鼓演奏等を発表している。
年に数回、能登中島駅のボランティア清掃を行う。

### 卒業公演
毎年6月（平成18年度は7月）に旧・中島町役場横の能登演劇堂にて
演劇コースの生徒による3年間の授業の集大成といえる「卒業公演」が行われる。
2年生の2学期頃に台本が決まり、練習にとりかかる。
1クラス約20数人全員が出演する、中島高校最大の学校行事となっている。
- 過去の演目
  - 平成19年度公演（第6回）「ハーメルンの笛吹き」
  - 平成18年度公演（第5回）「天空の彼方へ」
  - 平成17年度公演（第4回）「銭湯は踊る」
  - 平成16年度公演（第3回）「十一ぴきのネコ」
  - 平成15年度公演（第2回）「センポ・スギハァラ」
  - 平成14年度公演（第1回）「夏の夜の夢」

## 生徒会活動・部活動など

### 生徒会活動
主に、「学校祭」などのイベントの企画を行ったり、
中島駅のボランティア清掃活動などを取り仕切ったりする。

### 部活動
主に、「ダンス部」、「演劇部」、「陸上部」、「合唱部」などの活動が盛んである。
グラウンドは広いが、生徒数が少ないため、部員も集まらず、「野球」、「サッカー」など多人数で試合をするスポーツの部活動は設立できないのが現状である。
部に所属しない生徒が大半を占めているため終業時刻直後の列車が生徒の乗車率が一番高い。
- 運動部 - 卓球、バドミントン、陸上、柔道、野球、バレーボール、テニス
- 文化部 - 手芸、茶道、華道、演劇、競技かるた、コンピュータ、ダンス、合唱、放送、バンド、美術

## 校歌
作詞：金崎権理、作曲：

## アクセス
- のと鉄道七尾線能登中島駅より徒歩3～5分

2004年（平成16年）度までは始業時間が8時20分だったが、
当時穴水方面からの列車が8時21分、七尾方面からの列車が8時26分にそれぞれ到着していた。
どちらも始業には数分差で間に合わず、通学生は始業時間の約30分前に到着する列車で通学しないと遅刻になった。
2005年（平成17年）度、石川県内で第3学区まであった学区制が廃止され、
金沢地区や穴水地区からの通学に柔軟に対応するため
始業時間を8時40分に繰り下げ、実質小松駅からでも5時台の始発列車で通学することが可能になった。
当時、のと鉄道能登線の廃線も騒がれていて、現状では穴水や穴水以北の地区からの受験者がさらに減ってしまう可能性が危惧されていたことも影響しているものと思われる。
通学可能エリアが広がる反面、能登地区では利用者の少ないバス路線で減便、区間廃止などが急速に進み、同じ七尾市内や隣の志賀町内であっても、公共交通では中島高校への通学が非常に困難、もしくは不可能というケースも多く出てきている。

## 著名な関係者

### 出身者
- 辻口博啓 - パティシエ